# Грис Фјорд
Аујуитук или Грис Фјорд је мало ескимско село на јужној обали острва Елзмир у регији Кикикталук (Бафин), Нунавут, Канада. Једно је од три сталних насеља на острву, а налази се 1.160 километара северно од арктичког круга. 

## Демографија
У насељу је према попису из  2015. године живело 150 становника (према попису из 2006, био је 141 становник). Становници су углавном  Инуити који су овамо 1953. године пресељени из Инукјуака на полуострву Унгава уз обећање да ће се моћи касније вратити натраг. Но ово обећање није никад испуњено. Данас се Ескими тамо баве ловом на белуге.

## Клима
Грис Фјорд има арктичку климу, а то значи да има мање од 250 mm падавина годишње и да је чак у осам месеци просечна температура испод нуле. Грис Фјорд је један од најхладнијих градова са просечном годишњом температуром од -16.5°C. Најхладнија забележена температура је била -62.2°C, а највиша само 22.3°C. 

## Галерија
- Поглед на Грис Фјорд
- Продавница резбарија у Грис Фјорду
- Канадска краљевска коњичка полиција
- Споменик првим досељеницима  1952. и 1955. године у Грис Фјорду